# ハンピ (インド)
ハンピ（Hampi, カンナダ語:ಹಂಪೆ）はインド南部カルナータカ州の村で、かつてのヴィジャヤナガル王国の首都であった。古名はヴィジャヤナガル（Vijayanagara、「勝利の都」）。現在は遺跡北側を流れる川の旧名で呼ばれる。

## ハンピの都市遺跡

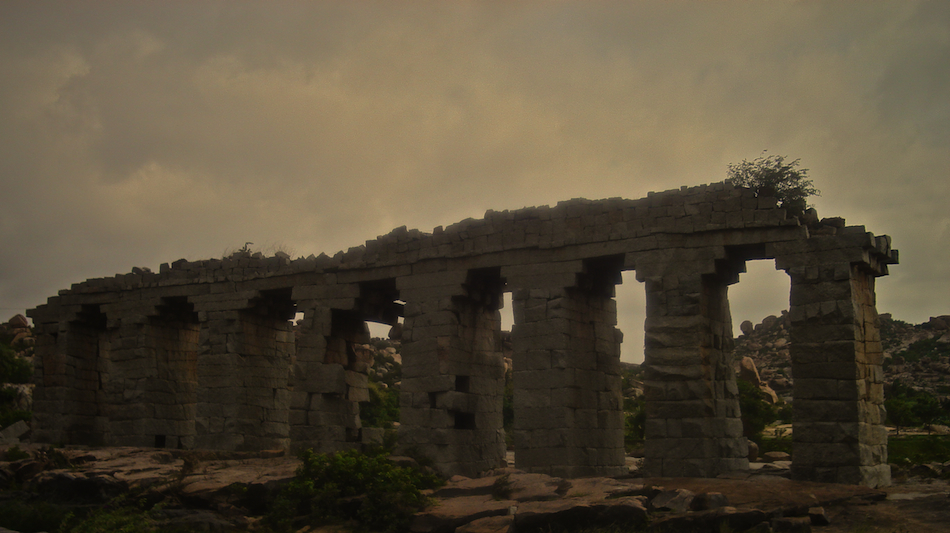
水道橋

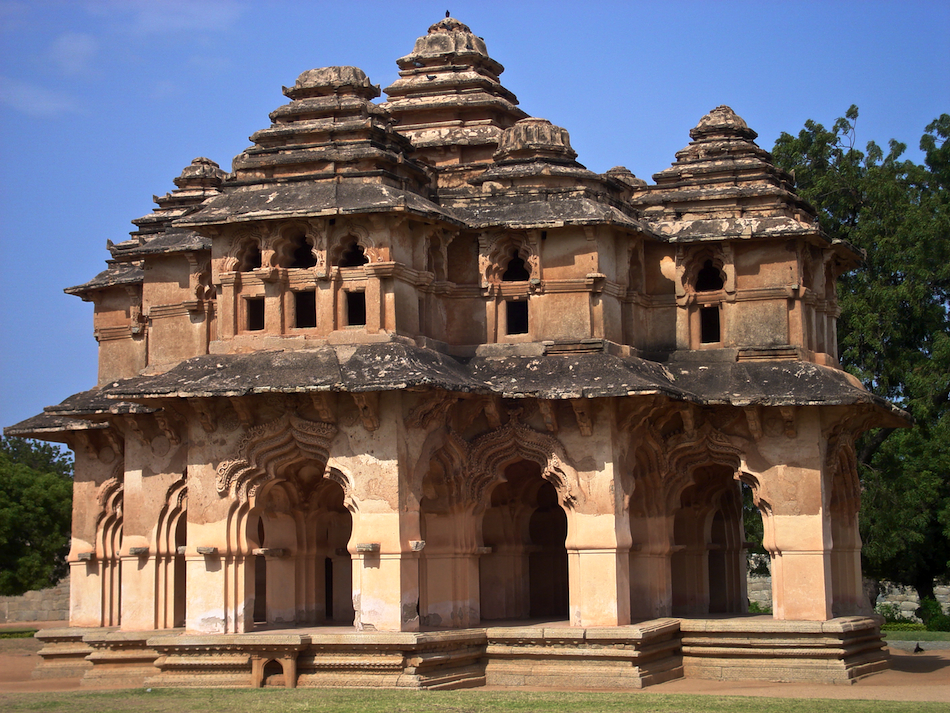
ロータスマハル

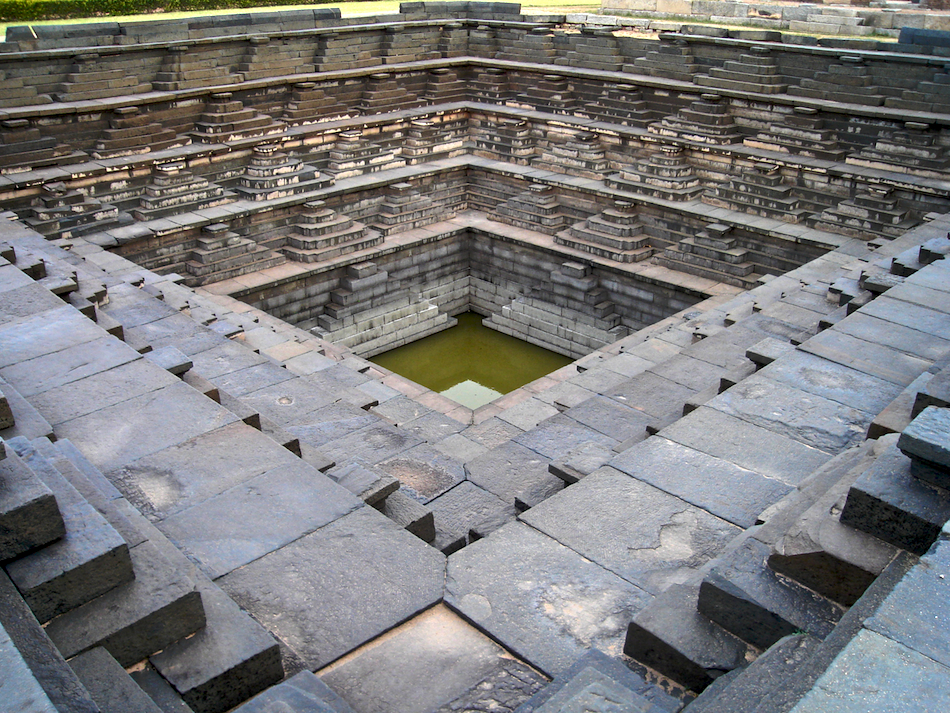
階段井戸

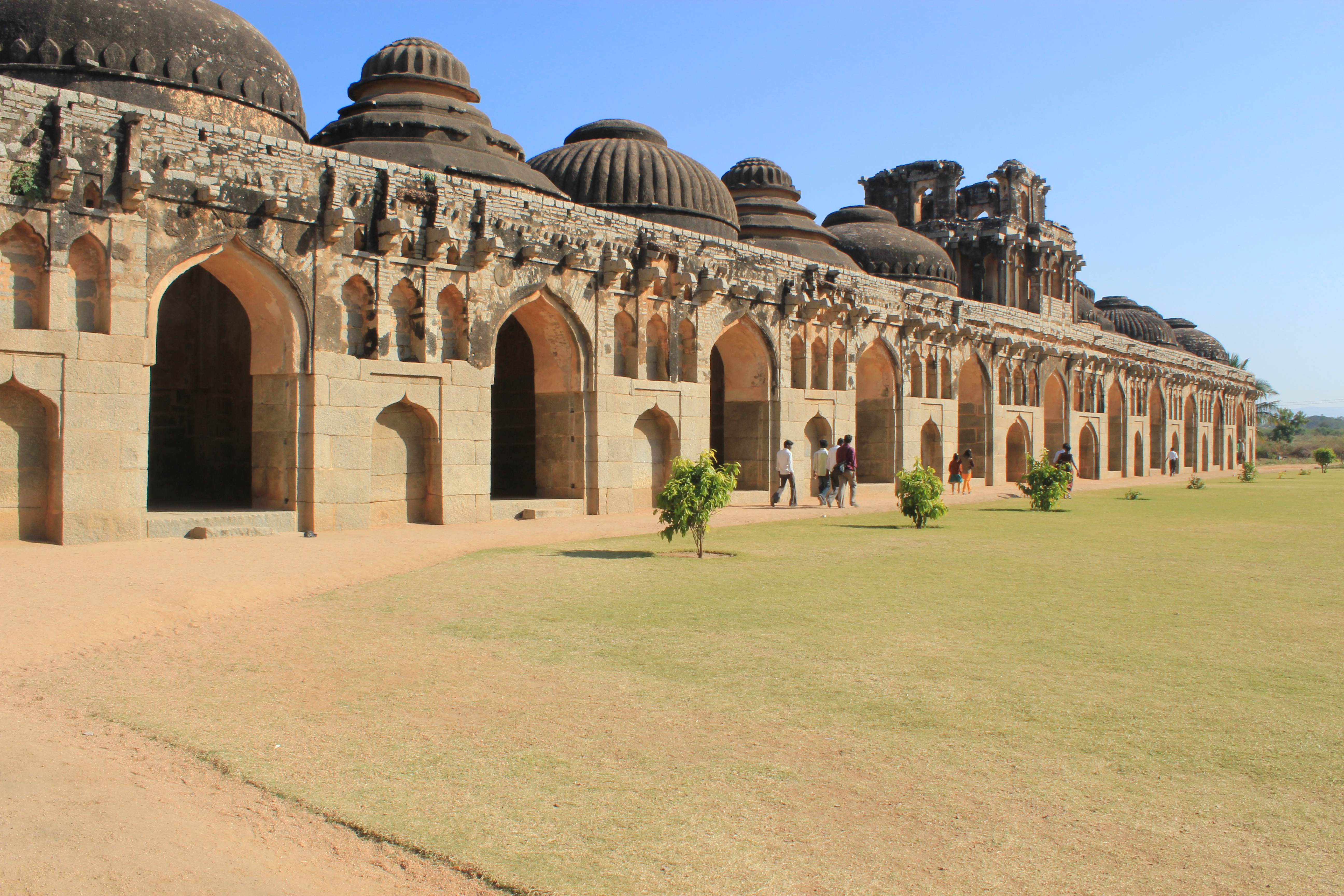
戦象舎

ハンピに残存する都市の遺構は、1986年、ハンピの建造物群（Group of Monuments at Hampi）の名称で国際連合教育科学文化機関（ユネスコ）世界遺産の文化遺産に登録された。
ハンピは、14世紀から17世紀中頃に実在したヴィジャヤナガル王国の王都であった。ヴィジャヤナガル朝は、カルナータカ州南部およびアーンドラ・プラデーシュ州南部に至る南インドを支配したヒンドゥー王朝。数多くの宮殿やヒンドゥー教寺院が造営されたが、1565年ターリコータの戦いでムスリム5王国の連合軍に負け、その略奪を受け廃墟と化した。その後、ティルマラ・デーヴァ・ラーヤがヴィジャヤナガルから南方のペヌコンダへと遷都した。
現在は40ほどの遺跡が残っており、さまざまな水道橋、神祠や望楼、柱廊や浴場、要塞なども散在している。
ハンピ北東端に所在するヴィッタラ寺院は
16世紀にクリシュナ・デーヴァ・ラーヤ王がオリッサに勝利したことを記念に建立した寺院で、ヴィジャヤナガル様式の最高傑作。
最大規模をほこり、56本の石柱があり、広い列柱ホールの礼拝堂（マンタバ）をそなえている。
トゥンガバドラー川沿いにあるヴィルーパークシャ寺院はシヴァ神に献じられたもので、規模が大きく、南インドに特徴的な寺院建築を伝える現役の寺院である。
ヘマクータの丘にあるヘマクータ寺院群は10世紀頃から建てられたものでる。
1999年以降、遺跡保存に緊急性および特段の配慮を必要とするため、ユネスコの「危機にさらされている世界遺産」（危機遺産）リストに登録されていたが、2006年に除外された。

## ハンピの建造物群

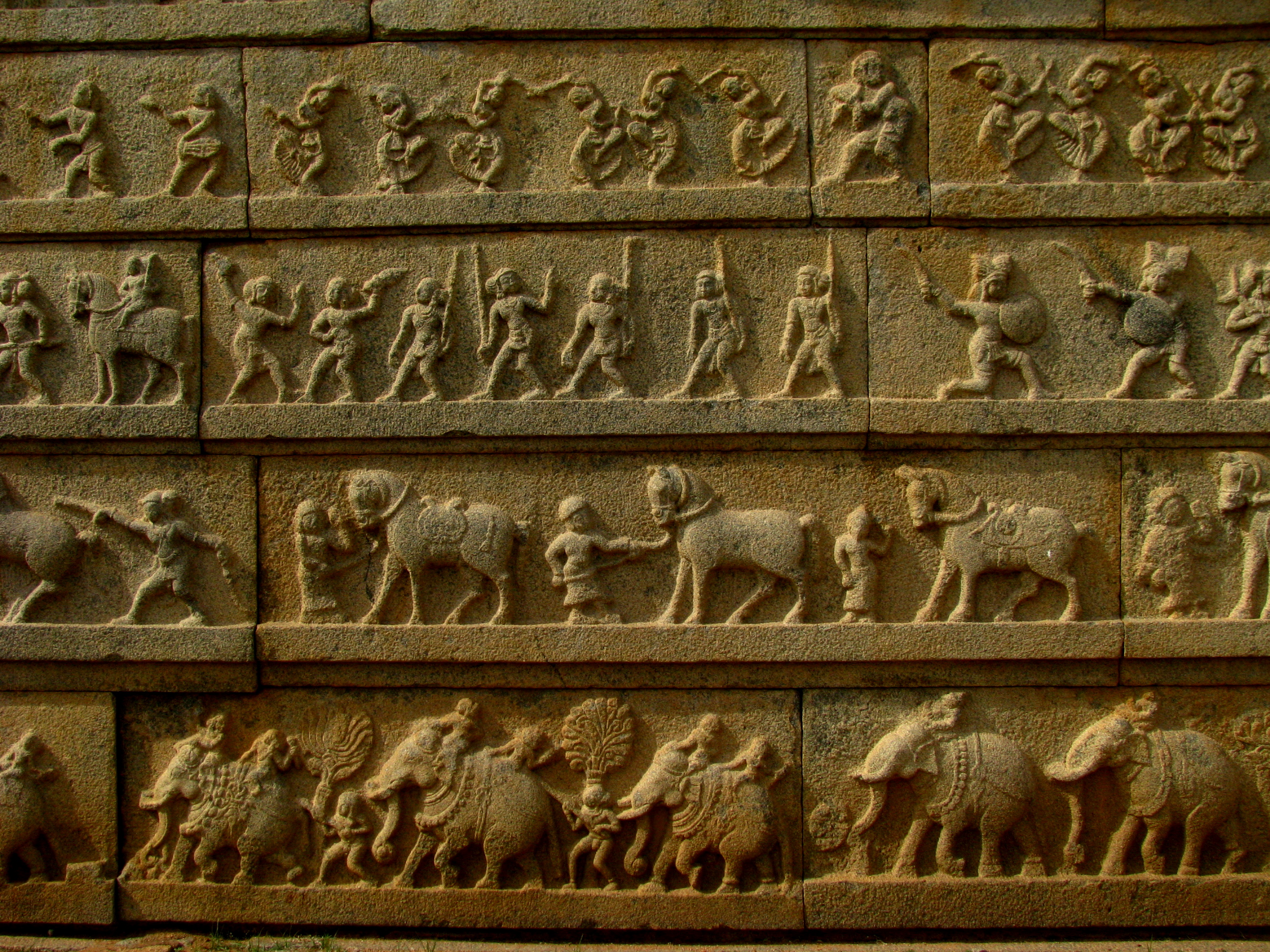
王妃の宮殿基壇レリーフ
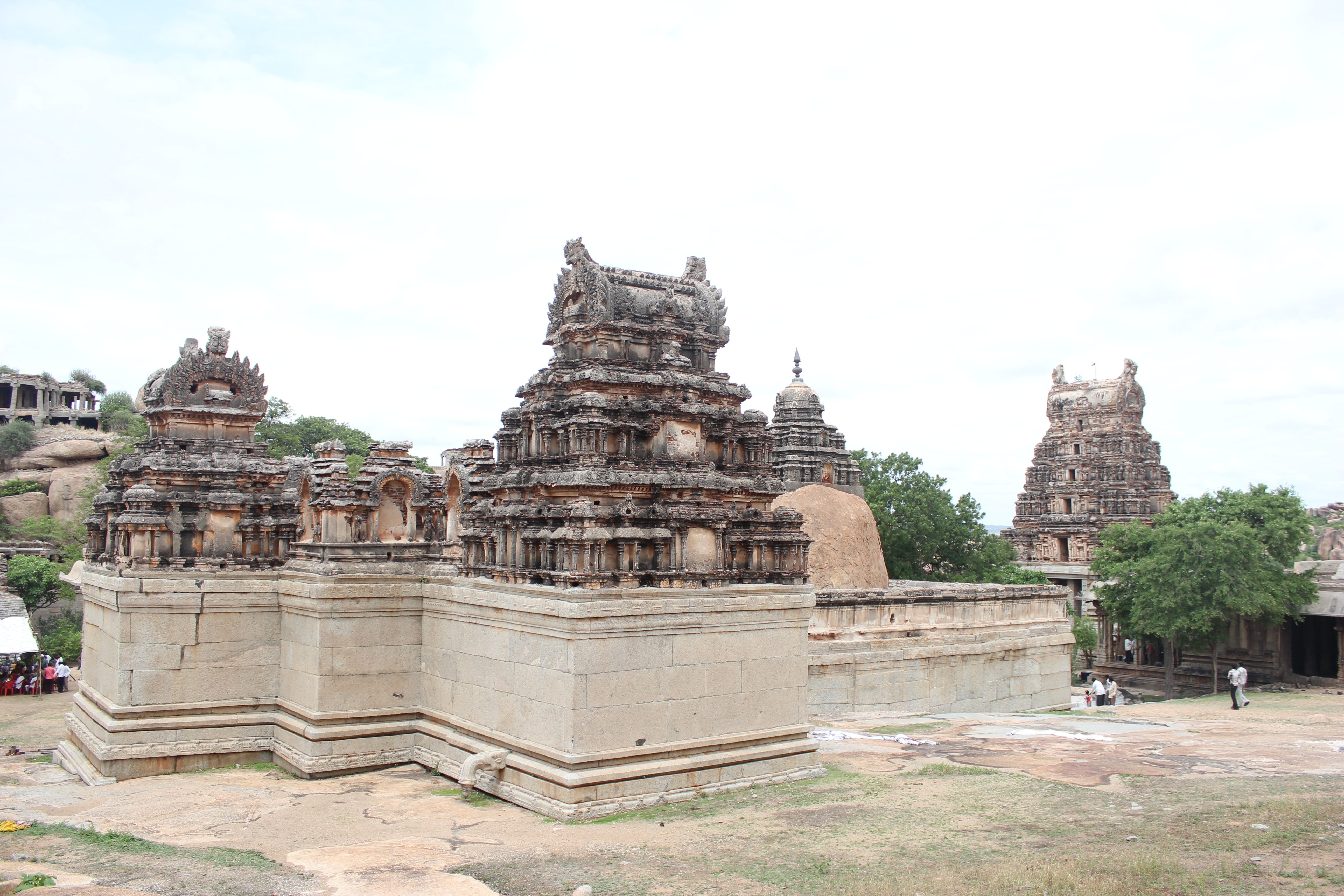
ラグハナス寺院
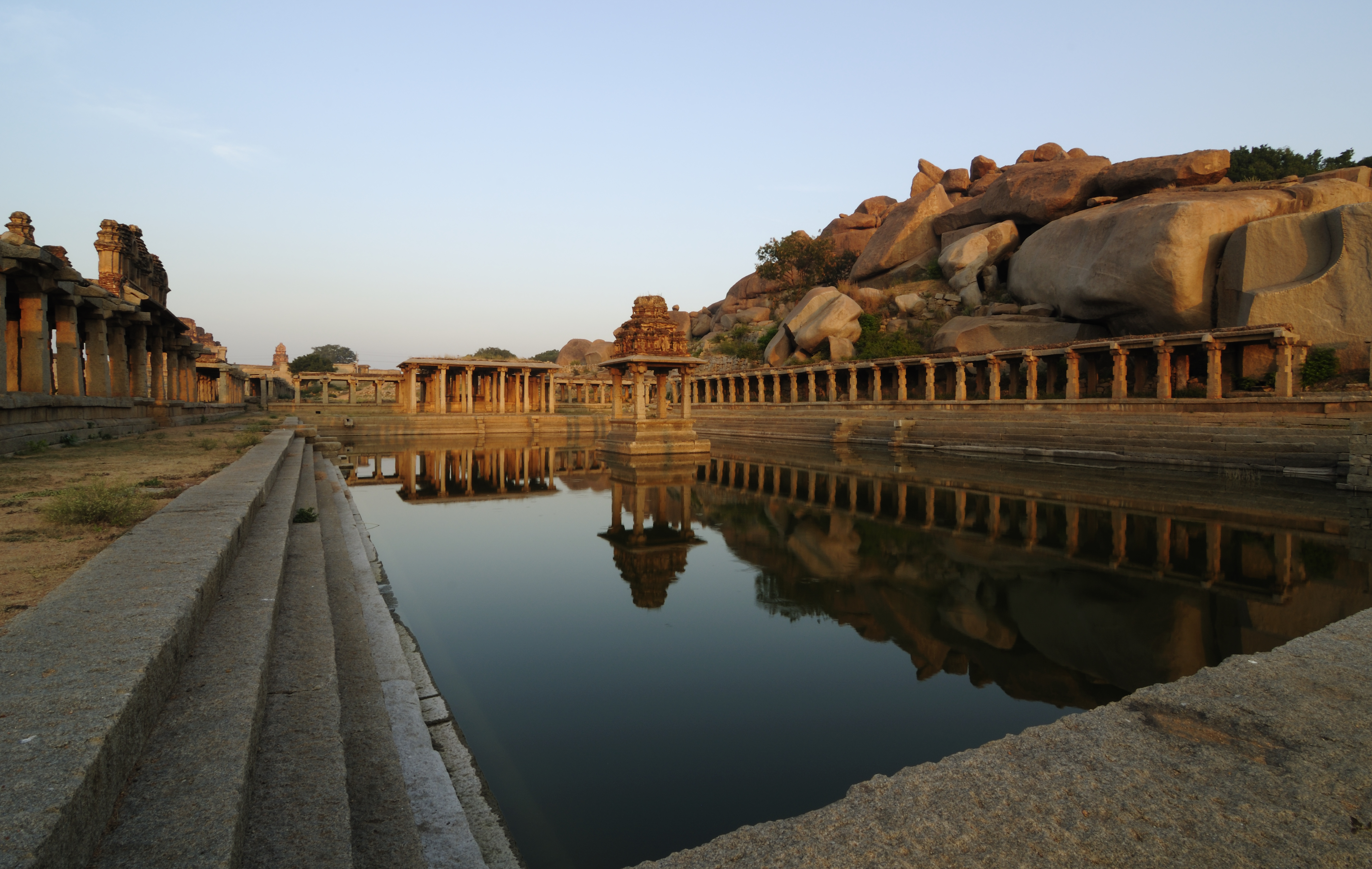
王妃の浴場
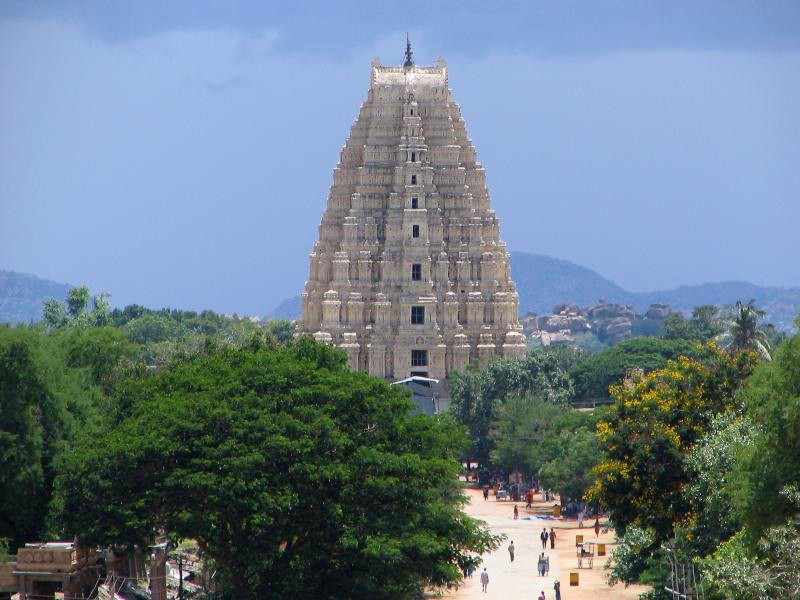
ヴィルパークシャ寺院
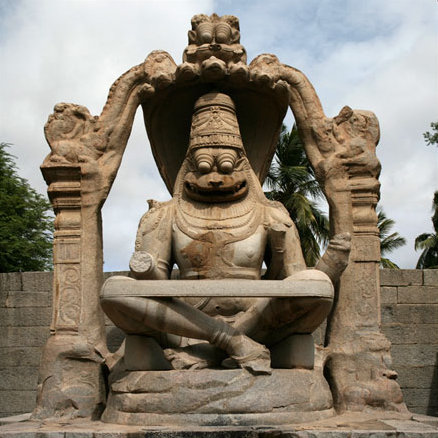
ナラシンハ
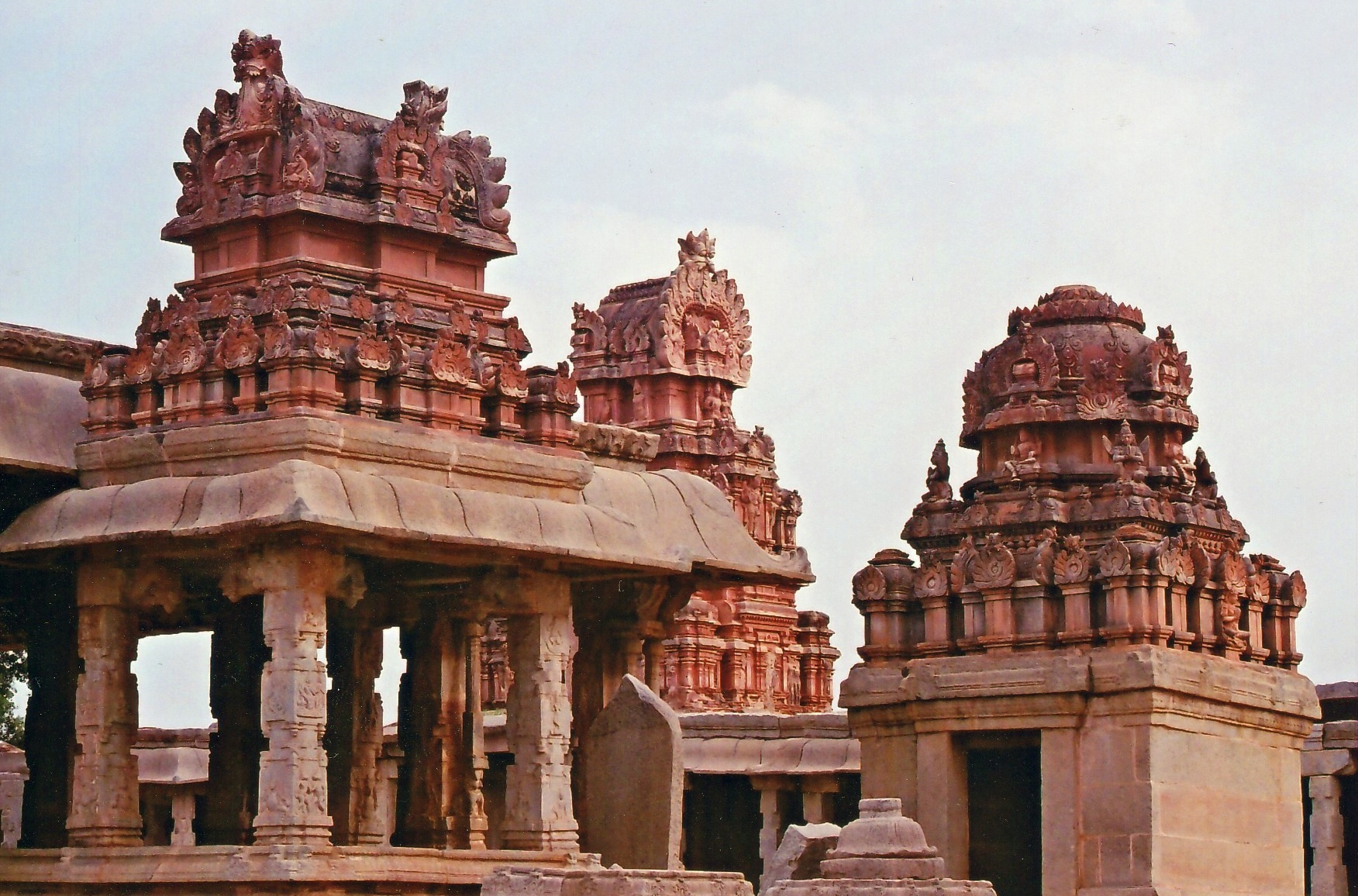
クリシュナ寺院
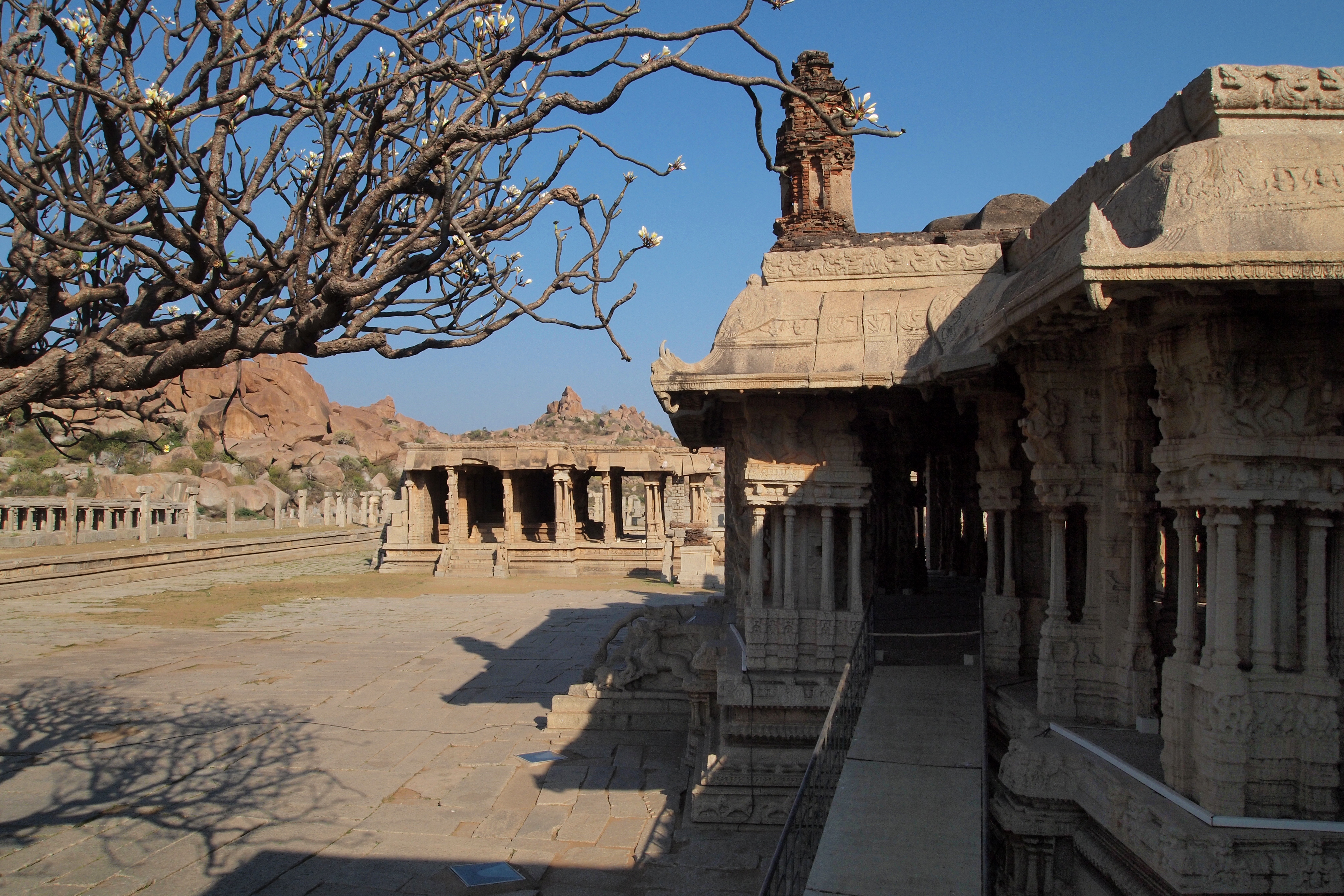
ヴィッタラ寺院
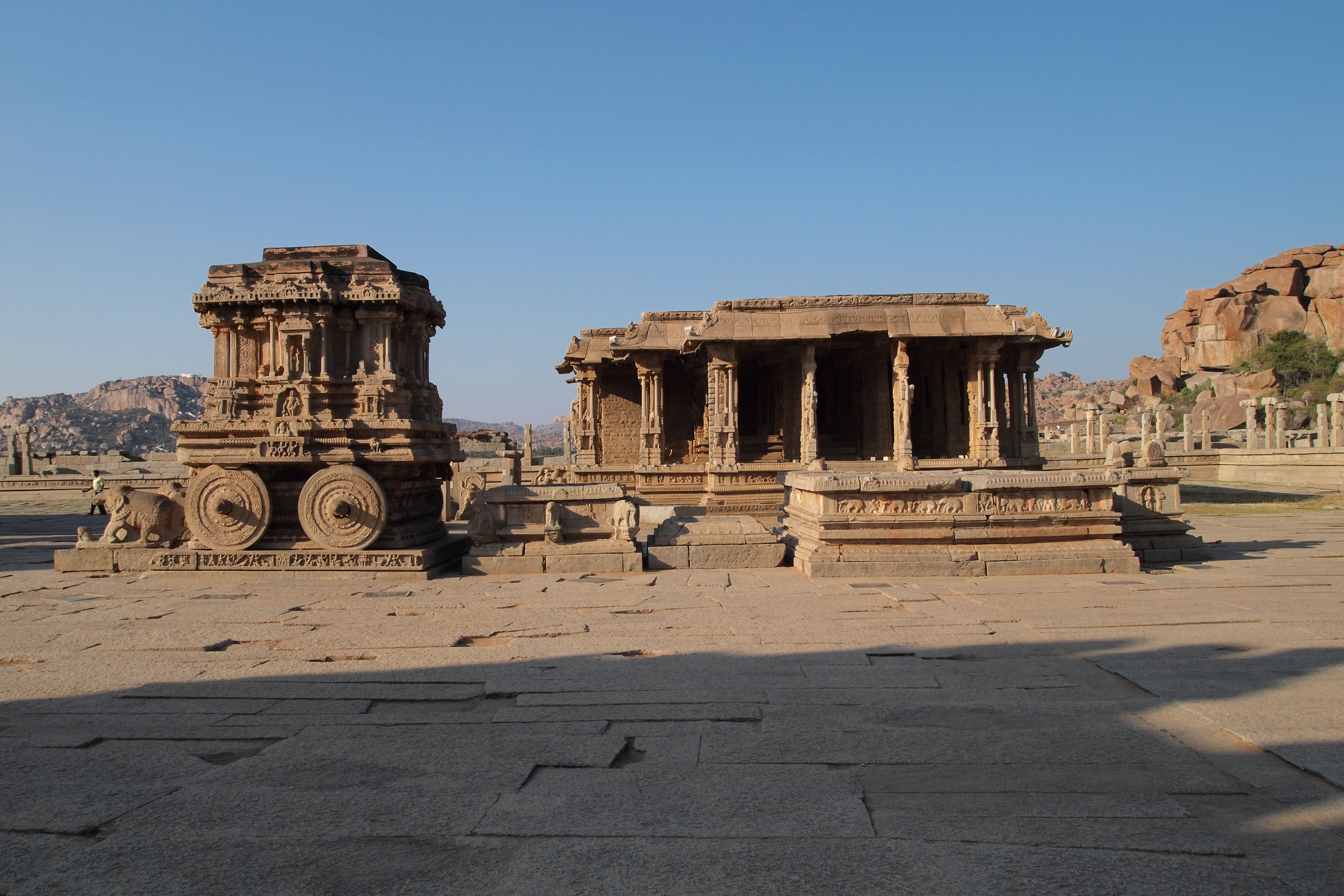
ヴィッタラ寺院の石の戦車
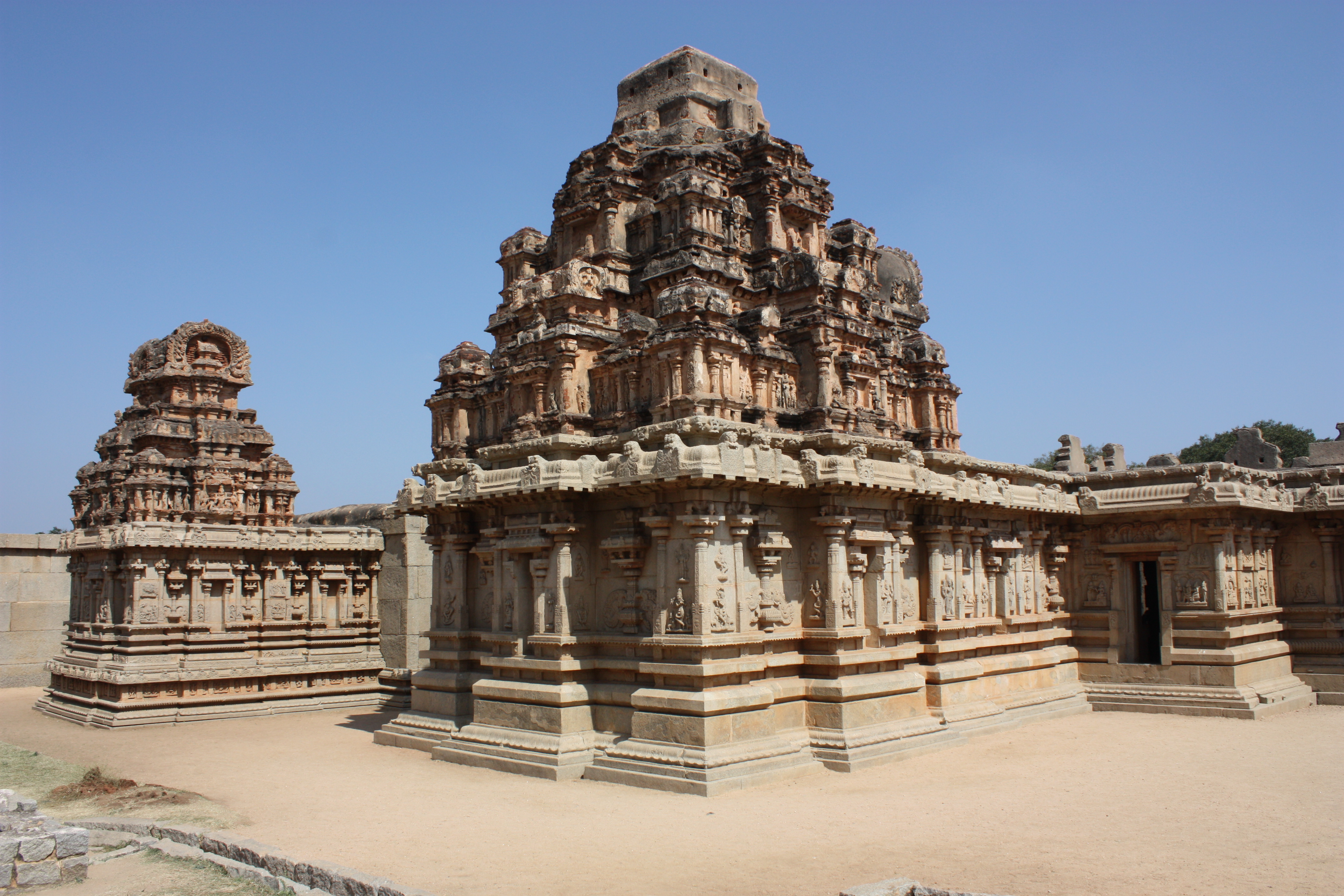
ハザララーマ寺院
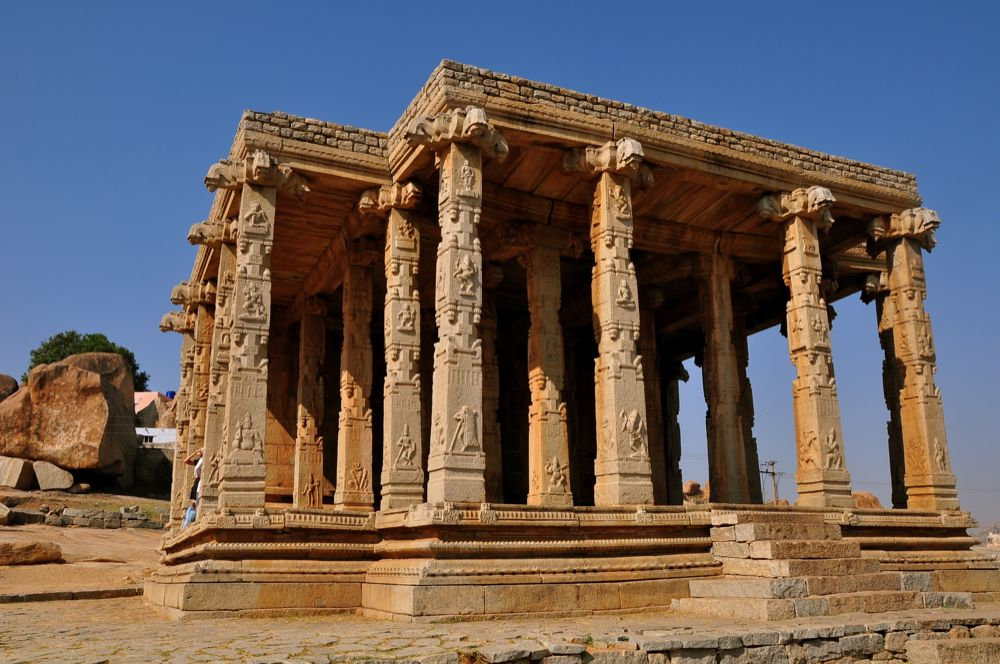
ヘマクータの丘のガネーシャ寺院

### 登録基準
この世界遺産は世界遺産登録基準のうち、以下の条件を満たし、登録された（以下の基準は世界遺産センター公表の登録基準からの翻訳、引用である）。
- (1) 人類の創造的才能を表現する傑作。
- (3) 現存するまたは消滅した文化的伝統または文明の、唯一のまたは少なくとも稀な証拠。
- (4) 人類の歴史上重要な時代を例証する建築様式、建築物群、技術の集積または景観の優れた例。